# Preludio y fuga en do menor, BWV 549
El Preludio y fuga en do menor, BWV 549, publicado por primera vez en 1891,  es una pieza de órgano del compositor alemán del barroco Johann Sebastian Bach. Se presume que la pieza fue compuesta cuando Bach era organista en Arnstadt.

## Análisis
Este Preludio y Fuga en do menor probablemente se remonta a los comienzos de Johann Sebastian Bach en Arnstadt, donde se desempeñó como organista de la Neue Kirche. El trabajo probablemente fue realizado antes de su intenso estudio de la música de Buxtehude, actividad que inició en 1705. Aunque no es una pieza tan bien elaborado como muchos de los preludios y fugas posteriores, éste es no menos importante para la escritura contrapuntística brillante del compositor.
Su interpretación normalmente dura poco más de cinco minutos.

### Preludio
El preludio, que es la primera mitad de la obra, inicia en un estado de ánimo más bien austero; el tema es presentado en el registro grave, o sea por un intro de pedal, y el contorno de la pieza está inclinando en su mayoría a los bajos. La música prefigura la apertura de la famosa Toccata y fuga en re menor, BWV 565, repleta de una idea similar de tres notas permeando los primeros compases. El estado de ánimo se abrillanta un poco cuando la pieza accede a los rangos más altos, volviéndose la música de un modo en algo majestuoso, pero disipar del todo su carácter sombrío.

### Fuga
La fuga comienza silenciosa y modestamente, construyéndose enérgicamente a partir de texturas esqueléticas y carentes de pretensiones, conduciendo gradualmente a sonoridades más sustanciosas, aunque magras aún. El ambiente no termina de romper con la oscuridad y la seriedad del inicio, aunque la mezcla de brillantez e industria, de impulso rítmico y perseverante conducción de las vocescomunica un sentido firme y triunfante, sobre todo en el glorioso final.